# Diospyros anitae
Diospyros anitae là một loài thực vật có hoa trong họ Thị. Loài này được F.White mô tả khoa học đầu tiên năm 1980-1981.